# Anabarhynchus ruficoxa
Anabarhynchus ruficoxa är en tvåvingeart som beskrevs av Lyneborg 1992. Anabarhynchus ruficoxa ingår i släktet Anabarhynchus och familjen stilettflugor. Inga underarter finns listade i Catalogue of Life.